# He Wasn't
"He Wasn't" é o quarto single da cantora canadense Avril Lavigne em seu segundo álbum de estúdio, Under My Skin. Escrito e produzido por Avril Lavigne e por Chantal Kreviazuk. O videoclipe da música foi indicado ao VMB de 2005. Essa música foi usada na coletânea nomeada "So Fresh: The Hits of Winter 2005". No videoclipe, a canadense quebra quase tudo no final e canta que um garoto que Avril gostava não era nada do que ela pensava o quê fosse e que ele não sabia a fazer sentir especial.

## Análise da crítica
"He Wasn't" foi criticado pela superficialidade das letras. Sal Cinquemani, da revista Slant, descreveu a música como uma "falsa melodia punk", principalmente devido ao conteúdo lírico. David Browne, da Entertainment Weekly, descreveu a música como um "melhor beijo roubado" e a rotulou de "punk do mal", observando que soava semelhante às músicas do primeiro álbum de Lavigne, Let Go.
No entanto, "He Wasn't" também foi elogiada por sua natureza alta e atrativa; Stephen Thomas Erlewine do Allmusic, descreve-a como "a música mais rápida, mais alta, mais chata e melhor até aqui, e a mais próxima do espírito e do som de Let Go". Ele também destacou a música como uma "seleção de faixa" em uma revisão do álbum, Under My Skin. A Rolling Stone foi positiva em sua análise. "A melhor música do álbum, uma corrida de três minutos estridente chamada "He Wasn't", tem uma letra de abertura muito vaga ("Não há muita coisa acontecendo hoje/estou realmente entediada") e um simples refrão ambíguo: "Ele nem abriu a porta / Ele nunca me fez sentir como se eu fosse especial." Mas "As palavras estão cheias de desprezo e autocomitação, mas ela as canta como se ela realmente não se importasse." O Yahoo Music! Escreveu:" "He Wasn't" mantém este tema (relacionamento abusivo) com um coro ao estilo rosa choque, que irrita seu namorado por não abrir as portas do carro para ela."

## Videoclipe

Lavigne e sua banda destroem os instrumentos enquanto uma tinta rosa é jogada sobre eles por vários buracos no estúdio.

O videoclipe apresenta uma sala branca onde Lavigne e os músicos de sua banda estão tocando instrumentos ao fundo. Há cenas onde ela dança com luvas brancas, uma saia rosa e segura uma varinha mágica (ela está interpretando uma fada) e outras cenas onde ela está usando chifres de diabo em sua cabeça (ela está retratando o demônio). Acontece que Lavigne e sua banda estão em uma gravação de um videoclipe e, depois, começam a uma briga de alimentos, o que causa a ira dos diretores da filmagem, que são interpretados por Lavigne e sua banda, todos vestidos com perucas e roupas sociais. Avril então se revolta e esmaga seu violão nas lentes da câmera e, em seguida, na parede de papel, onde é espirrado uma tinta rosa. O vídeo termina com a banda e Lavigne se divertindo em meio a bagunça.
Além disso, durante o tiroteio do videoclipe quando a tinta rosa foi espirrada, Lavigne diz que dias depois, seu cabelo ainda continuava rosa e ela precisava se livrar dos restos da tintura porque, nos próximos dias, ela estava programada para fazer uma sessão de fotos com Cosmopolitan e sua pele e seu cabelo aparentavam ainda está com o resto da coloração.

## Faixas
| He Wasn't |                                                   |                                 |         |  |
| N.º       | Título                                            | Compositor(es)                  | Duração |  |
| 1.        | "He Wasn't"                                       | Chantal Kreviazuk/Avril Lavigne | 3:00    |  |
| 2.        | "He Wasn't" (Performançe com ao vivo com a banda) | Chantal Kreviazuk/Avril Lavigne | 3:15    |  |
| 3.        | "He Wasn't" (versão acústica)                     | Chantal Kreviazuk/Avril Lavigne | 5:48    |  |
| 4.        | "He Wasn't" (video clipe)                         | Chantal Kreviazuk/Avril Lavigne |         |  |

## Desempenho nas paradas musicais
| Chart (2005)                                   | Maior posição |
| ---------------------------------------------- | ------------- |
| Austrália (ARIA)                               | 25            |
| Áustria (Ö3 Austria Top 75)                    | 35            |
| Bélgica (Ultratip Bubbling Under de Flandres)  | 2             |
| Bélgica (Ultratip Bubbling Under da Valônia)   | 2             |
| Brasil (ABPD)                                  | 26            |
| Canadá BDS Airplay Chart                       | 92            |
| Europa (Billboard European Hot 100 Singles)    | 68            |
| O campo songid é OBRIGATÓRIO PARA PARADA ALEMÃ | 29            |
| Irlanda (IRMA)                                 | 35            |
| Países Baixos (Dutch Top 40)                   | 49            |
| Países Baixos (Single Top 100)                 | 99            |
| Nova Zelândia (Recorded Music NZ)              | 38            |
| Escócia Scottish Singles Chart                 | 25            |
| Suíça (Schweizer Hitparade)                    | 43            |
| Reino Unido (UK Singles Chart)                 | 23            |

## Histórico de lançamento
| País        | Data                | Formato   | Gravadora |
| ----------- | ------------------- | --------- | --------- |
| Reino Unido | 28 de março de 2005 | CD single | Arista    |
| Austrália   | 8 de abril de 2005  | CD single | Arista    |
| Alemanha    | 18 de abril de 2005 | CD single | Arista    |

## Prêmios
| Ano  | Cerimônia              | Nomeação                        | Resultado |
| ---- | ---------------------- | ------------------------------- | --------- |
| 2005 | MTV Video Music Brasil | Melhor Videoclipe Internacional | Indicado  |